# Arkadiusz Pawłowski
Arkadiusz Pawłowski es un deportista polaco que compitió en natación adaptada. Ganó 18 medallas en los Juegos Paralímpicos de Verano entre los años 1980 y 2000.

## Palmarés internacional
| Juegos Paralímpicos | Juegos Paralímpicos                              | Juegos Paralímpicos | Juegos Paralímpicos |
| Año                 | Lugar                                            | Medalla             | Prueba              |
| ------------------- | ------------------------------------------------ | ------------------- | ------------------- |
| 1980                | Arnhem (Países Bajos)                            | Medalla de oro      | 25 m mariposa 3     |
| 1980                | Arnhem (Países Bajos)                            | Medalla de oro      | 100 m estilos 3     |
| 1980                | Arnhem (Países Bajos)                            | Medalla de plata    | 50 m libre 3        |
| 1980                | Arnhem (Países Bajos)                            | Medalla de bronce   | 50 m braza 3        |
| 1984                | Nueva York (EE. UU.) Stoke Mandeville (R. Unido) | Medalla de oro      | 25 m mariposa 3     |
| 1984                | Nueva York (EE. UU.) Stoke Mandeville (R. Unido) | Medalla de oro      | 50 m braza 3        |
| 1984                | Nueva York (EE. UU.) Stoke Mandeville (R. Unido) | Medalla de oro      | 50 m libre 3        |
| 1984                | Nueva York (EE. UU.) Stoke Mandeville (R. Unido) | Medalla de oro      | 200 m libre 3       |
| 1984                | Nueva York (EE. UU.) Stoke Mandeville (R. Unido) | Medalla de oro      | 100 m estilos 3     |
| 1988                | Seúl (Corea del Sur)                             | Medalla de oro      | 25 m mariposa 3     |
| 1988                | Seúl (Corea del Sur)                             | Medalla de oro      | 100 m estilos 3     |
| 1988                | Seúl (Corea del Sur)                             | Medalla de plata    | 50 m braza 3        |
| 1988                | Seúl (Corea del Sur)                             | Medalla de plata    | 50 m libre 3        |
| 1988                | Seúl (Corea del Sur)                             | Medalla de bronce   | 50 m espalda 3      |
| 1988                | Seúl (Corea del Sur)                             | Medalla de bronce   | 200 m libre 3       |
| 1992                | Barcelona (España)                               | Medalla de bronce   | 100 m braza SB4     |
| 1996                | Atlanta (EE. UU.)                                | Medalla de oro      | 200 m estilos SM5   |
| 2000                | Sídney (Australia)                               | Medalla de bronce   | 200 m estilos SM5   |